# Vaclav Nižinski
Vaclav (Vaslav) Fomič Nižinski (Nijinsky) (polj. Wacław Niżyński; Kijev, 12. ožujka 1890. ↓b1 – London, 8. travnja 1950.), ukrajinski plesač i koreograf poljskog podrijetla. Smatra se najvećim plesačem 20. stoljeća. Bio je poznat i cijenjen po svojoj virtuonosti te dubini i jačini karakterizacije. Bio je jednim od rijetkih plesača koji su mogli izvesti en pointe, baltenu figuru u kojoj se plesač cijelom težinom oslanja na prste.
Studirao je na Carskoj baletnoj školi u Sankt Peterburgu, a još za školovanja počeo nastupati, od 1905. baletni solist. Kao solist trupe Les Ballets russes  S. Djagiljeva u Parizu svrstao se u najveće plesače svijeta. Godine 1912. počeo je koreografirati, 1914. osnovao vlastitu trupu, poslije internacije u Mađarskoj na početku Prvog svjetskoga rata otišao u Ameriku, gdje je nastupao u New Yorku, Buenos Airesu i Montevideu. Godine 1917. vratio se u Europu i nastupao u nizu glavnih gradova.
Zbog duševne poremećenosti (šizofrenije) povukao se 1919. s pozornice i ostatak života, uz povremenu suradnju s raznim kazalištima, proveo u bolnicama. Napisao je dnevnik koji je 1936. objavila njegova supruga.